# الإعاقة في السودان
الإعاقة في السودان، تشير الإعاقة في السودان إلى الشؤون المتعلقة بالأشخاص ذوي الإعاقة في دولة السودان.

## التاريخ
في عام 1993، بلغ معدل الإعاقة في السودان 1.6% وفي عام 2008، ارتفع إلى ما يقرب من 5%.

## إحصائيات
اعتبارًا من عام 2008، كان هناك 5% من سكان السودان يعانون من درجات مختلفة من الإعاقة. أنواع الإعاقات في السودان هي الإعاقة البصرية (31%) والإعاقة العقلية.

## حالة الحرب
ارتفعت نسبة الإعاقة في السودان بسبب الأوضاع الأمنية وحالة الحرب الحالية.